# ميلوش روس
ميلوش روس (Miloš Rus) (مواليد 4 أبريل 1962) هو مدرب كرة قدم.

## وصلات خارجية
- ميلوش روس على موقع قاعدة بيانات كرة القدم.إي يو (الإنجليزية)
- ميلوش روس على موقع Soccerway.com (الإنجليزية)
- ميلوش روس على موقع عالم كرة القدم.نت (الإنجليزية)

- J.League Data Site (باليابانية)